# بهروزآباد
بهروزآباد، روستایی در دهستان قریه الخیر بخش جنت شهرستان داراب در استان فارس ایران است.

## اقوام و طوایف
این روستا محل اسکان طایفه جامه بزرگی از ایل بهارلو است. طایفه جامه بزرگی ساکن در این روستا از چهار تیره به نام‌های تیره کرمانلو، تیره کلبلی، تیره کورولی و تیره عزیز خانلو تشکیل شده است.

## دین و زبان
بهارلوها؛ همانند اکثر ایلات ترک‌زبان ایران به زبان ترکی اوغوز سخن گفته، مسلمان و شیعه دوازده امامی می‌باشند.

## جمعیت
بر پایه سرشماری عمومی نفوس و مسکن در سال ۱۳۹۵، جمعیت این روستا برابر با ۸۳۶ نفر (۲۵۱ خانوار) بوده است.